# 沃威克鎮區 (北達科他州本森縣)
沃威克鎮區（英語：Warwick Township）是位於美國北達科他州本森縣的一個鎮區。

## 地方資料
沃威克鎮區的面積為90.79平方千米，當中陸地面積為85.37平方千米，而水域面積為5.42平方千米。根據2010年美國人口普查的數據，當地共有人口64人，而人口密度為每平方千米0.7人。